# Kan ar Bobl
El Kan ar Bobl (Cant del Poble, bretó) és un concurs de música bretona nascut el 1973, al Palau de Congressos de Lorient, dins del marc del Festival Intercèltic a partir d'una idea de Polig Montjarret.

## Presentació
La seua creació als anys 1970 està motivada per la gran importància de la música celta amb Alan Stivell, Dan Ar Braz, Glenmor o Gilles Servat. La rapidesa amb què s'assolí l'èxit motivà la creació d'eliminatòries per tota Bretanya abans de la gran final (1975). Així es garantia un gran nivell de qualitat.
Des del 1993 se celebra a Pontivy (Morbihan), i el 1997 es crea una associació encarregada de l'organització. A partir de 1990 s'estableix un "Gran Premi de Kan ar Bobl". En 2005 es crea el trofeu Kanit en honor i record de Polig Montjarret.
El Kan ar Bobl és un esdeveniment molt important de la cultura bretona, ja que és un encontre de cantants i músics de tot el país per tal de mantenir i transmetre el patrimoni cultural.
Nombrosos grups i músics s'han donat a conéixer participant-hi: Storvan, Denez Prigent, Yann-Fanch Kemener, Ar Re Yaouank, Nolwenn Korbell…
Des de març del 2004, també se celebra un Kan ar Bobl a París amb els artistes bretons de l'Illa de França.

## El concurs
El Kan ar Bobl té per objectiu la conservació i la transmissió del patrimoni musical dels diferents països que formen la nació bretona, però també afavorir la creació original.
Les eliminatòries són per tota la geografia i el participants són avaluats per un jurat. Els concursants poden fer-ho en diferents categories i fer-ho en diferents llocs sempre que respecten la identitat de cada estil.
Els que finalment són seleccionats participen de la final de Pontivy on han d'interpretar obligatòriament el repertori de les proves preliminars. De la mateixa manera els grups han d'estar formats per les mateixes persones durant el transcurs d'una mateixa edició.

## Categories principals
- Cant tradicional
- Creació
- Contes
- Duos
- Solistes instrumentals
- Grups de música
- Grups escolars